# Пески (Берёзовский район)
Пески (бел. Пескі) — агрогородок в Берёзовском районе Брестской области Беларуси. Административный центр Песковского сельсовета. Население — 1808 человек (2024).

## География
Агрогородок находится севернее город Белоозёрск, фактически составляя с ним и с несколькими окрестными деревнями одну агломерацию. Восточная часть посёлка (бывшие Старые Пески) находится на берегу озёра Чёрное, западная (бывшие Новые Пески) присыкает к деревням Ольшево, Ярцевичи и северным окраинам Белоозёрска.
Местность принадлежит к бассейну Днепра, из Чёрного озера осуществляется сток в Ясельду. Через деревню проходит автодорога Р136 от автомагистрали М1 в Дрогичин. Ближайшая ж/д станция в Белоозёрске на тупиковом ответвлении в город от магистрали Минск — Брест.

## История

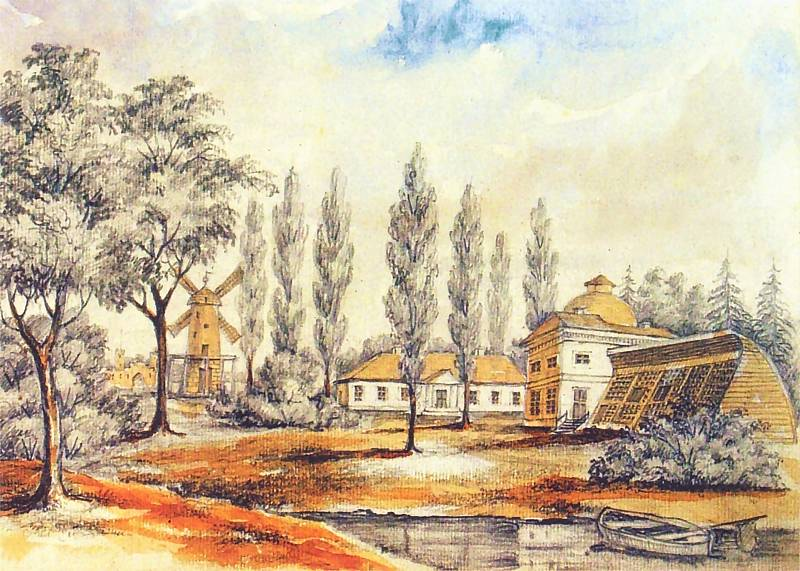
Усадьба Пусловских на картине Н. Орды (1865 г.)

Первое упоминание датируется 1503 годом, когда великий князь Александр даровал имение Дмитрию Киянину. На рубеже XVI и XVII веков оно через приданое отошло Якобу Пусловскому, роду Пусловских Пески принадлежали вплоть до 1939 года, на протяжении почти трёх с половиной веков.
После третьего раздела Речи Посполитой (1795 год) в составе Российской империи. Административно Старые Пески принадлежали Слонимскому уезду Гродненской губернии.
В конце XVIII — начале XIX века Казимир Михаил Пусловский и его сын Войцех проводят работы по строительству в имении новой усадьбы. В 1827 году была построена деревянная Троицкая церковь, сохранившаяся до наших дней.
После смерти Войцеха усадьба отошла его старшему сыну Франтишеку, в 1843 году сгорел усадебный дом. Владелец усадьбы приспособил для своих нечастых визитов в имение павильон, а усадебным домом стала бывшая конюшня. Существовали планы строительства нового дворца, но они не были реализованы, а главной резиденцией рода стало имение Альбертин (ныне в черте Слонима). В XIX веке в имении были построены двое роскошных ворот, спиртозавод и несколько хозпостроек, особое внимание уделялось парку, расположенному на берегу озера Чёрное.
В 1863 году жители приняли участие в восстании против царизма, 9 мая произошли столкновения между повстанцами и войсками. В 1886 году деревня в Песковской волости. В 1890 году центр Песковской волости Слонимского уезда Гродненской губернии. В Первую мировую войну часть построек усадьбы сгорела, однако усадебный дом, ворота и спиртозавод уцелели. С 1915 года оккупирована германскими войсками, с 1919 года до июля 1920 года и с августа 1920 года — войсками Польши (в июле временно установлена советская власть).
Согласно Рижскому мирному договору (1921) село вошло в состав межвоенной Польши. В 1924 году в гмине Пески Косовского повета Полесского воеводства. С 1939 года в составе БССР. С 1940 года в Песковском сельсовете.
В 1941—1944 годах Старые и Новые Пески оккупированы немецко-фашистскими захватчиками, убиты 45 жителей и разрушено 29 домов. 
16 марта 1987 года деревни были объединены.

## Население
| Численность населения (по годам) | Численность населения (по годам) | Численность населения (по годам) | Численность населения (по годам) | Численность населения (по годам) | Численность населения (по годам) | Численность населения (по годам) | Численность населения (по годам) | Численность населения (по годам) | Численность населения (по годам) | Численность населения (по годам) |
| 1886                             | 1897                             | 1905                             | 1924                             | 1940                             | 1959                             | 1970                             | 1999                             | 2005                             | 2009                             | 2019                             |
| -------------------------------- | -------------------------------- | -------------------------------- | -------------------------------- | -------------------------------- | -------------------------------- | -------------------------------- | -------------------------------- | -------------------------------- | -------------------------------- | -------------------------------- |
| 298                              | ↗365                             | ↗403                             | ↗433                             | ↗649                             | ↘462                             | ↗616                             | ↗2233                            | ↗2266                            | ↘1946                            | ↘1732                            |

## Культура
- Музей военной техники под открытым небом[8]

## Достопримечательности
- Усадьба Пусловских.

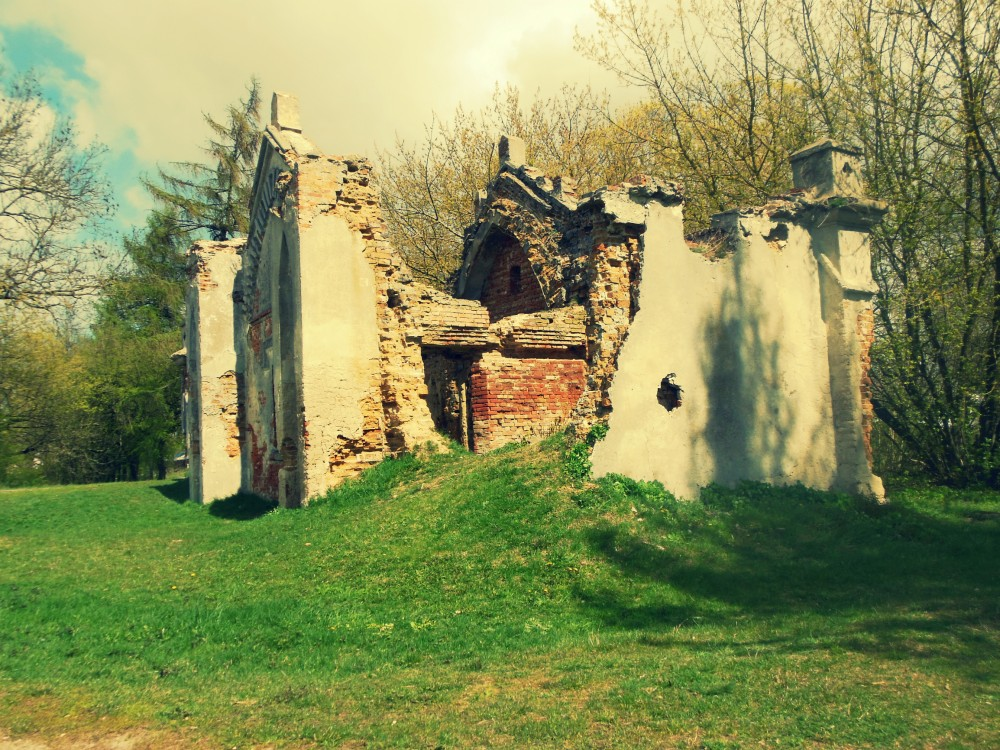
Западные ворота усадьбы

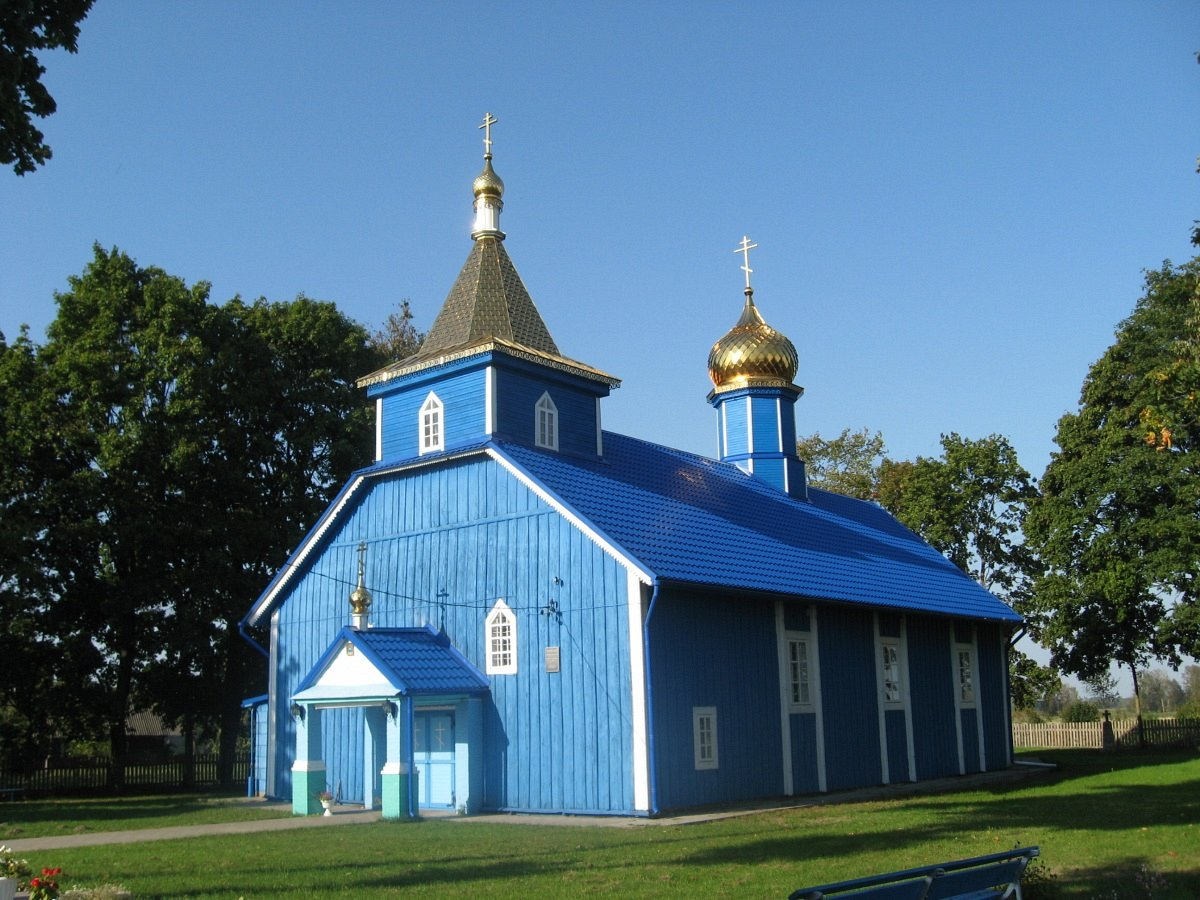
Троицкая церковь

  - Усадебный дом. Построен на рубеже XVIII и XIX веков, как конюшня. В середине XIX века перестроен в усадебный дом.
  - Северные ворота (брама). Середина XIX века.
  - Западные ворота. Пребывают в руинированном состоянии.
  - Спиртозавод и хозпостройки.
  - Парк из редких пород деревьев. Здесь растут породы дуба (красный и обыкновенный), хвойных деревьев (сосна веймутова, лиственница   европейская), местные лиственные породы.
- Памятник деревянного зодчества Троицкая церковь[бел.]. Построена из дерева в 1827 году. Включена в Государственный список историко-культурных ценностей Республики Беларусь (код 113Г000152)[9].

### Места памяти
- Братская могила советских воинов, партизан и советского активиста. В центре деревни. Похоронены 42 воина и партизана. Похоронен также один из организаторов колхоза в Старых Песках А. А. Беринчик, убитый в 1949 году.
- Памятник в честь Берёзовских подпольных райкомов и партизан. На перекрёстке улиц Партизанской и Мира. В 1975 году в честь подпольных райкомов и партизан установлена стела.
- Могила жертв фашизма. Во дворе школы. Похоронены 15 жителей деревни, расстрелянных немецко-фашистскими захватчиками в 1943 году.
- Памятник Любарскому Степану Ивановичу. В центре деревни. Погиб в бою под Берлином, родился в Песках. Стела установлена в 1980 году[10].

## Комментарии
1. ↑  Ударение дано по: Жучкевич В. А. Краткий топонимический словарь Белоруссии. — Минск: Изд. БГУ, 1974. — С. 287. — 448 с.